# Eusmilus
Eusmilus — викопний вид котовидих хижаків родини німравід, або «псевдошаблезубих кішок». Існували на Землі з пізнього еоцену по ранній олігоцен протягом приблизно 8,8 мільйона років, з 37,2 по 28,4 мільйона років тому. Мешкали на території Північної Америки й Євразії.

## Опис

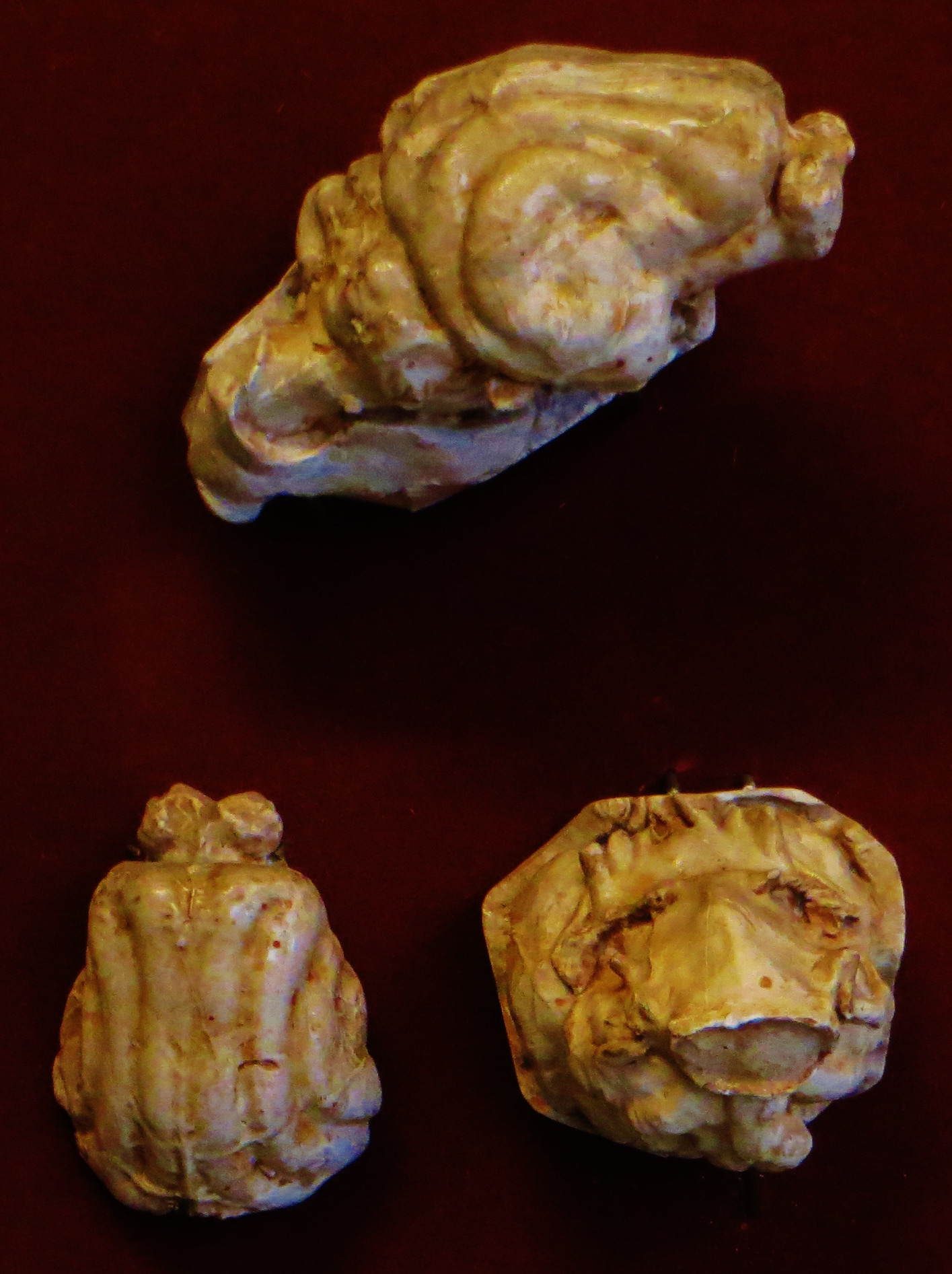
Ендокран мозку E. bidentatus

Eusmilus мали добре розвинені видовжені ікла. Більшість представників роду були розміром з леопарда, але відрізнялися від нього коротшими лапами. Максимальна довжина тіла — 2,5 метра. Зубна система Eusmilus сильно редукована — з вихідних 44 зубів, характерних для перших плацентарних ссавців, у них збереглося тільки 26. Вони могли відкривати пащу на 90 градусів, щоб застосовувати свої ікла. На нижній щелепі були кісткові «лопаті» для захисту іклів, як у сумчастого шаблезубого тигра. Відомий череп іншого, більш дрібного німравіда з роду Nimravus, пробитий іклами Eusmilus.
Legendre і Roth оцінили прижиттєву масу одного з екземплярів Eusmilus у 70 кг.